# Eagles (Album)
Eagles ist das 1972 erschienene Debütalbum der US-amerikanischen Country-Rock-Band Eagles. Das Album war ein großer Erfolg für die sehr junge Band, es erreichte Platz 22 der Charts und erhielt Platinstatus.
In der 2003 veröffentlichten Liste der 500 besten Alben aller Zeiten des Rolling Stone wurde Eagles auf Platz 374 gewählt, da es „neue Akzente für den LA-Country-Rock setzte“.
Peaceful Easy Feeling, Witchy Woman und Take it Easy wurden als Singles veröffentlicht und erreichten die Plätze 22, 9 und 12. Letztere Single ist Bestandteil der Liste der Rock and Roll Hall of Fame 500 Songs that Shaped Rock and Roll und einer der bekanntesten Hits der Band.

## Titelliste
Seite 1
1. Take It Easy (Jackson Browne, Glenn Frey) – 3:34
  - Leadgesang: Glenn Frey
2. Witchy Woman (Don Henley, Bernie Leadon) – 4:14
  - Leadgesang: Don Henley
3. Chug All Night (Glenn Frey) – 3:18
  - Leadgesang: Glenn Frey
4. Most of Us Are Sad (Glenn Frey) – 3:38
  - Leadgesang: Randy Meisner
5. Nightingale (Jackson Browne) – 4:08
  - Leadgesang: Don Henley

Seite 2
1. Train Leaves Here This Morning (Gene Clark, Bernie Leadon) – 4:13
  - Leadgesang: Bernie Leadon
2. Take the Devil (Randy Meisner) – 4:04
  - Leadgesang: Randy Meisner
3. Earlybird (Bernie Leadon, Randy Meisner) – 3:03
  - Lead Gesang: Bernie Leadon
4. Peaceful Easy Feeling (Jack Tempchin) – 4:20
  - Leadgesang: Glenn Frey
5. Tryin’ (Randy Meisner) – 2:54
  - Leadgesang: Randy Meisner